# Perfume ~Complete Best~
《Perfume ~Complete Best~》(퍼퓸 ~컴플리트 베스트~)는 퍼퓸의 첫 번째이자 베스트 음반이다. 토쿠마 재팬 커뮤니케이션즈가 2006년 8월 2일 1만 장 한정으로 발매했으며, 2007년 2월 14일 DVD내용이 다른 통상판을 발매했다.
2008년 1월에 일본 레코드 협회로부터 골드 인증을 받았다.

## 수록곡

### CD
1. 퍼펙트 스타 퍼펙트 스타일
2. 리니어 모터 걸
3. 컴퓨터 시티
4. 일렉트로 월드
5. 인력
6. 모노크롬 이펙트
7. 비타민 드롭
8. 스윗 도넛
9. 파운데이션
10. 컴퓨터 드라이빙
11. Perfume
12. wonder2

### DVD

#### 한정판
1. 리니어 모터 걸
2. 컴퓨터 시티
3. 일렉트로 월드
4. 비타민 드롭

#### 통상판
1. 리니어 모터 걸
2. 컴퓨터 시티
3. 일렉트로 월드
4. 모노크롬 이펙트